# عامر (الحديدة)

تعديل مصدري - تعديل

عامر هي إحدى قرى مديرية الجراحي، التابعة لمحافظة الحديدة اليمنية، بلغ تعداد سكانها 1502 نسمة حسب الإحصاء الذي أجري عام 2004.